# Ману Моліна
Мануель Антоніо Моліна Валеро (ісп. Manuel Antonio Molina Valero), відоміший під прізвиськом Ману Моліна (ісп. Manu Molina, нар. 20 листопада 1991, Уельва) — іспанський футболіст, півзахисник клубу «Малага». Відомий за виступами в низці іспанських команд.

## Ігрова кар'єра
Ману Моліна народився 1991 року в Уельві. Розпочав займатися футболом в юнацькій команді місцевого клубу клубів «Рекреатіво», у 2006 році перейшов до юнацької команди клубу «Еспаньйол». У дорослому футболі дебютував 2009 року виступами за другу команду «Еспаньйола», а наступного року дебютував у основній команді клубу, де грав до кінця наступного сезону. У сезоні 2011—2012 років футболіст на правах оренди грав у складі команди «Уеска».
У 2012 році Ману Моліна став гравцем клубу «Валенсія Месталья». У 2014 році він повернувся до клубу зі свого рідного міста «Рекреатіво», в якому грав до 2016 року. у 2016 році футболіст перейшов до клубу «Депортіво» з Ла-Коруньї, проте грав виключно за другу команду клубу. У сезоні 2017—2018 років Моліна грав у складі клубу «Льєйда Еспортіу», а в сезоні 2018—2019 років у складі «Саламанки», де вже був гравцем основного складу.
У сезоні 2019—2020 років футболіст грав у складі клубу «Реал Ліненсе», а в 2020—2022 роках грав у складі клубу «Ібіса».
До складу клубу «Реал Сарагоса» Ману Моліна приєднався 2022 року. З 2023 року футболіст грає у складі клубу «Малага».